# 有楽町三億円事件
有楽町三億円事件（ゆうらくちょうさんおくえんじけん）とは、1986年11月25日に東京都千代田区有楽町の三菱銀行（現・三菱UFJ銀行）有楽町支店で発生した現金強奪事件。

## 概要
1986年11月25日午前8時頃、東京都千代田区有楽町の東京交通会館の路面側に所在した三菱銀行有楽町支店で、現金輸送車が3人組の男に襲われ、現金約3億3000万円と有価証券が奪われた。現金輸送車で輸送中の現金が奪われたことや、奪われた金額が約3億円であったことが18年前の1968年12月に府中市で発生した三億円事件と共通しており、「第二の三億円事件」とも呼ばれた。
事件後の1987年10月に、フランス警察から送られてきた指紋リストと犯人の指紋を照合した結果、フランスの強盗団グループ（フランス人3人とアルジェリア人1人）の犯行であったことが判明した。警視庁はICPOを通じて国際指名手配。なおこのグループは、同事件の数年前にも海外の美術館から盗んだ絵画を密売するため入国していたことが判明している。主犯格以外の3人はフランスで逮捕された。1988年4月、主犯格の犯人は潜伏先のメキシコで逮捕された。
警視庁にとって有楽町三億円事件が解決したことは、府中市三億円事件のリベンジといわれた。
事件の現場となった三菱銀行有楽町支店は後に銀座一丁目駅最寄りの東京三菱銀行京橋支店に統合され別のテナントが入居。2階に「有楽町第二クイックコーナー」としてATMのみ設置となり、現在は三菱UFJ銀行「ATMコーナー有楽町」として存在する。

## 事件を扱った作品

### テレビ番組
- プロジェクトX〜挑戦者たち〜 - 2001年10月30日放送の第71回「謎のマスク 3億円犯人を追え」でこの事件が取り上げられ、事件当時警視庁鑑識課指紋係にいた塚本宇兵らが出演した。
- 指紋捜査官・塚原宇平の神業 - 2008年5月14日放送の「嘘つきな指紋」のモチーフとなった。犯人は日本人に変更され、更にこの事件に絡んだ殺人事件が起こるなどオリジナリティ要素が加えられている。
- 奇跡体験!アンビリバボー「実録国内難事件ファイル!!」2018年9月13日放送
- 世界の何だコレ!?ミステリー 年末4時間スペシャル内 2022年12月28日放送
- ワールド極限ミステリー 府中三億円事件から18年越しのリベンジ 2024年10月2日放送

### 本
- 学習にやくだつマンガの本 まんが警察・消防（ポプラ社 1992年5月） ISBN 978-4-591-04066-9 - 警察官と消防官の職業を扱った学習漫画であり、コラムで写真の掲載と鑑識やICPOとの連携が取り上げられている。
- プロジェクトX挑戦者たち12　起死回生の突破口（日本放送出版協会 2002年5月）ISBN 978-4-14-080680-7  - 上記番組のノベライズ本で、「謎のマスク、三億円犯人を追え―鑑識課指紋係・執念の大捜査」のタイトルで収録されている。
- NHKカルチャーラジオ 科学と人間 電池が起こすエネルギー革命 (NHKシリーズ)( 日本放送出版協会 2017年9月）-この事件について警察から事情聴取を受けたと著者（吉野彰）が回顧している。